# 時空のバタフライ
「時空のバタフライ」（じくうのバタフライ）は、日本のネオアコ・バンドである b-flower の 7th シングル。1997年5月28日に東芝EMI より発売。

## 収録曲
1. 時空のバタフライ (4:52)
  - 作詞・作曲：八野英史、編曲：b-flower・細海魚
  - 7th アルバム『b-flower』からのシングルカット。
2. 永遠の59秒目 [Another Version] (4:48)
  - 作詞・作曲：八野英史、編曲：b-flower・細海魚
  - 同アルバムに、オリジナル・バージョンが入っている。
3. 時空のバタフライ [Instrumental]

## 備考
- 2010年現在、廃盤。